# Hegedűs Béla (labdarúgó)
Hegedűs Béla (Kisvárda, 1958. április 12. –) magyar labdarúgó, hátvéd.

## Pályafutása
A Vasas csapatában mutatkozott az élvonalban 1976. március 6-án a Diósgyőri VTK ellen, ahol csapata 1–0-ra kikapott. 1976 és 1983 között 140 bajnoki mérkőzésen szerepelt angyalföldi színekben és két gólt szerzett. Egyszer bajnok, kétszer bronzérmes illetve egyszer magyar kupa-győztes lett a csapattal.
1983 és 1986 között a Bp. Volán csapatában szerepelt és 51 élvonalbeli mérkőzésen lépett pályára és egy gólt szerzett. Utolsó mérkőzésen a Csepeltől 3–0-ra kapott ki csapata.

## Sikerei, díjai
- Magyar bajnokság
  - bajnok: 1976–77
  - 3.: 1979–80, 1980–81
- Magyar kupa (MNK)
  - győztes: 1981
  - döntős: 1980